# Beaune-d’Allier
Beaune-d’Allier település Franciaországban, Allier megyében. Lakosainak száma 293 fő (2022. január 1.). Beaune-d’Allier Blomard, Hyds, Louroux-de-Beaune, Saint-Bonnet-de-Four, Vernusse és Lapeyrouse községekkel határos.

## Népesség
A település népességének változása:
| Lakosok száma | 462  | 327  | 280  | 286  | 294  | 291  | 291  | 294  | 292  | 293  |
|               | 1968 | 1982 | 1990 | 2006 | 2013 | 2015 | 2017 | 2019 | 2020 | 2022 |